# Via, veritas et vita
Via et veritas et vita  es una frase en Latín que significa el camino y la verdad y la vida. Las palabras están tomadas de la versión Vulgata de Juan 14 (Juan 14:6) y fueron pronunciadas por Jesús en referencia a sí mismo.

Lema que aparece en el escudo de la ciudad de Arad, Rumanía.

Estas palabras, y a veces la variante asíndeton via veritas vita, se han utilizado como lema de diversas instituciones educativas y gobiernos.

## Nuevo Testamento

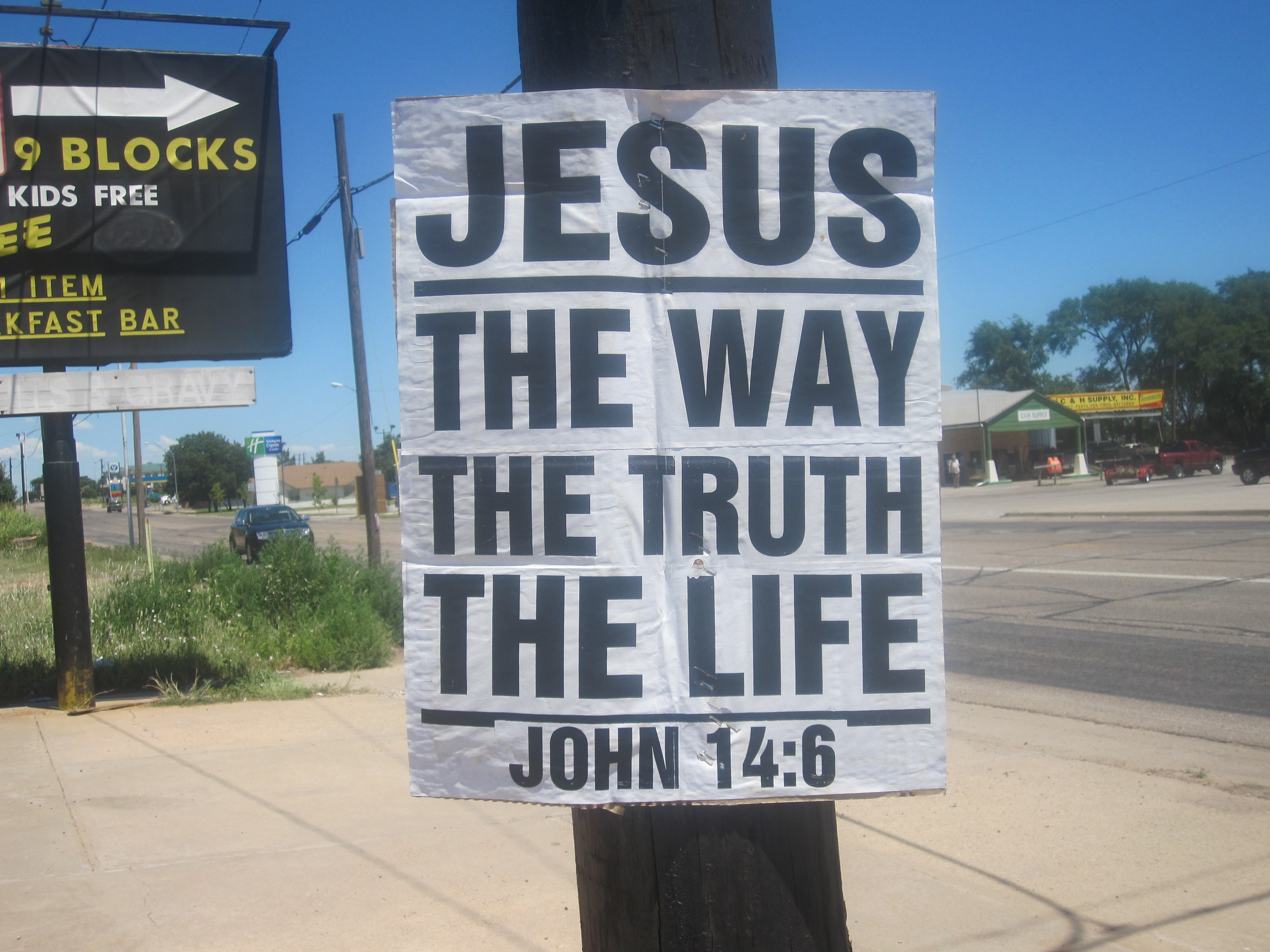
Juan 14:6 señal a lo largo de la Ruta 66 en Shamrock en el Condado de Wheeler, Texas

La frase se encuentra en el versículo 6 del Evangelio de Juan, como parte del Discurso de Despedida de Jesús durante la Última Cena:

5 Tomás le dijo: 'Señor, no sabemos adónde vas. ¿Cómo podemos saber el camino?
6 Jesús le dijo: Yo soy el camino, la verdad y la vida. Nadie viene al Padre sino por mí.
7 Si me conocéis a mí, conoceréis también a mi Padre. Desde ahora le conocéis y le habéis visto.
En el griego koiné original, la frase es ἡ ὁδὸς καὶ ἡ ἀλήθεια καὶ ἡ ζωή ; hē hodos kai hē alethia|alētheia kai hē zōē.  
En la Vulgata latina, el versículo 6 dice: "dicit ei Iesus ego sum via et veritas et vita nemo venit ad Patrem nisi per me". 
La frase “el camino” también se encuentra en 9:2 y 19:23 como un término para describir a la iglesia primitiva.

## Teología cristiana

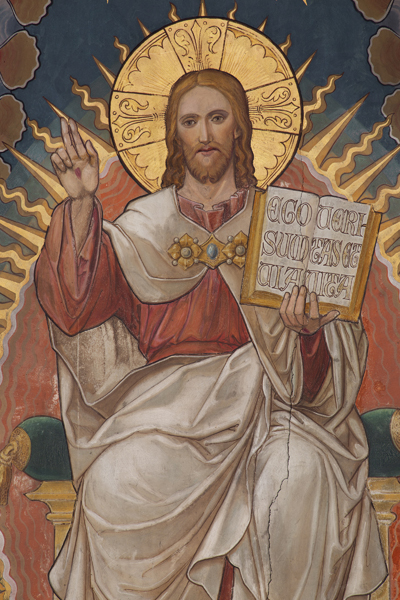
Pintura en Deux-Acren, Bélgica

Este concepto es fundacional para la teología cristiana y el mecanismo principal por el cual la metafísica del cristianismo establece una separación entre los principios teológicos del judaísmo anterior y otras abrahámicas, además de las directivas paulinas de no practicar las mitzvot y un establecimiento de Jesucristo como divino.
Sólo aparece en Juan 14:6, probablemente el último de los evangelios, y coherente con los debates sobre la divinidad del mesías cristiano y la escisión que se estaba produciendo en las primeras iglesias entre la ortodoxia y el arrianismo.
Afirma que la religión cristiana es el único camino o método por el que se recibe el perdón de los pecados, coherente con la creencia cristiana en el pecado original y, por tanto, en la vida eterna del alma tras la muerte del cuerpo corporal. Las interpretaciones más liberal ven este versículo como una exultación y no como un mandamiento obligatorio, creyendo que cualquier ser humano recibirá la recompensa eterna siempre que lleve una vida ética y trate a los demás según los principios de la regla de oro. Algunas interpretaciones abogan por un desarrollo y crecimiento personal hacia Cristo, es decir, hacia una mayor unidad y comunión con otros seres humanos, mientras que las denominaciones más ortodoxas interpretan el Versículo más fielmente al texto como un mandamiento directo en el que Cristo mismo es el único camino verdadero hacia la salvación.